# Чемпионат России по греко-римской борьбе 2006
Чемпионат России по греко-римской борьбе 2006 года прошёл в Краснодаре с 20 по 22 января.

## Медалисты
| Категория | Золото                                     | Серебро                                                     | Бронза                                                        |
| --------- | ------------------------------------------ | ----------------------------------------------------------- | ------------------------------------------------------------- |
| до 55 кг  | Назир Манкиев Красноярский край            | Тимур Заурим Ростовская область, Краснодарский край, Адыгея | Иван Иноземцев Краснодарский край Сергей Петров Пермский край |
| до 60 кг  | Вячеслав Джасте Краснодарский край, Адыгея | Ибрагим Лабазанов Ростовская область                        | Алексей Шевцов Москва Ислам-Бек Альбиев Москва, Чечня         |
| до 66 кг  | Сергей Коваленко Санкт-Петербург           | Александр Чехиркин Ростовская область                       | Арунат Кучинов Омская область Амбако Вачадзе Москва           |
| до 74 кг  | Магомед Магомадов Ростовская область       | Евгений Попов Новосибирская область                         | Алексей Глушков Москва Степан Крикуха Москва                  |
| до 84 кг  | Вартерес Самургашев Ростовская область     | Дмитрий Оралов Красноярский край                            | Николай Кураков Пензенская область Денис Форов Москва         |
| до 96 кг  | Алексей Мишин Мордовия                     | Василий Теплоухов Новосибирская область                     | Асланбек Хуштов Красноярский край Сергей Ярошевич Москва      |
| до 120 кг | Хасан Бароев Москва, РСО-Алания            | Александр Екимов Новосибирская область                      | Муслим Магомедов Ростовская область Шохруди Аюбов Москва      |